# Me Plus One
Singles de Kasabian
Shoot the Runner
(2006) Fire
(2009)
Pistes de Empire
Last Trip (In Flight)
(3) Sun Rise Light Flies
(5)
Me Plus One est le troisième single du deuxième album studio du groupe de rock britannique Kasabian publié le 29 janvier 2007. Il se classe 9e au classement britannique des ventes de singles.

## Classement
| Classement musical             | Meilleure position |
| ------------------------------ | ------------------ |
| Royaume-Uni (UK Singles Chart) | 9                  |

## Liste des chansons
Toute la musique est composée par Sergio Pizzorno.
| 1. | Me Plus One                                      | 2:28 |
| 2. | Somebody to Love (reprise de Jefferson Airplane) | 2:48 |